# Bueil-en-Touraine
Bueil-en-Touraine  es una población y comuna francesa, situada en la región de  Centro, departamento de Indre y Loira, en el distrito de Tours y cantón de Neuvy-le-Roi.

## Demografía
| 425 | 519 | 429 | 452 | 341 | 366 | 341 | 320 | 325 |
| Para los censos de 1962 a 1999 la población legal corresponde a la población sin duplicidades (Fuente: INSEE [Consultar]) |     |     |     |     |     |     |     |     |